# Blace (Konjic)
Blace (serbokroatisch-kyrillisch Блаце) ist ein Geisterdorf im Südosten der Gemeinde Konjic in Bosnien und Herzegowina. Seit dem Bosnienkrieg ist es unbewohnt und zählt zur Föderation Bosnien und Herzegowina.

## Geografie
Blace befindet sich auf 1215 m Höhe in der dünnbesiedelten Hochebene südlich der Bjelašnica. Es liegt direkt am Rand der hier etwa 600 Meter tiefen Schlucht der Rakitnica, die etwas westlich in die Neretva mündet. Nahe dem Ort befindet sich der kleine, maximal vier Meter tiefe Bergsee Blatačko jezero auf 1156 m. Der See und die Umgebung sind als nationales Denkmal unter Schutz gestellt. Die Umgebung ist trocken und spärlich bewachsen.
Der nächste Ort ist Čuhovići, etwa vier Kilometer nordöstlich. Der südwestliche Nachbarort ist Dubočani, etwa fünf Kilometer entfernt. Das Gemeindezentrum Konjic befindet sich etwa 20 Kilometer in nordwestlicher Richtung.

## Geschichte
In und um Blace befinden sich zahlreiche Stećci, die auf eine deutlich umfangreichere Besiedlung im ausgehenden Mittelalter hinweisen.
Im Bosnienkrieg wurde der kleine Ort am 15. Mai 1992 von bosnischen Regierungstruppen unter dem Kommando von Mithad Pirkić angegriffen. Dabei verloren mehrere Einwohner ihr Leben. Heute sind nur noch die Grundmauern der Häuser vorhanden.

## Bevölkerung
Zur Volkszählung 1991 hatte Blace 21 Einwohner, die sich ausschließlich als Serben bezeichneten. Die umliegenden Dörfer waren dagegen mehrheitlich muslimisch bewohnt. Heute ist der Ort menschenleer.